# Translation Memory eXchange
Translation Memory eXchange (TMX) とは翻訳メモリデータの標準規格である。XMLベースのオープンな規格であり、翻訳支援ツールによる文書やソフトウェアの翻訳、国際化に使われている。TMX は、LISA内の SIG である OSCARにおいて 1998年に開発され、現在も開発が続けられている。TMXは、様々な翻訳メモリや翻訳者がデータを交換する際にできるだけ重要な情報のロスが生じないことを念頭に開発されている。現在のバージョンは 1.4b であり、この形式のデータから翻訳元の文書の再現や翻訳後文書の構築ができるようになっている。
TMXはまた、OAXALのリファレンス・アーキテクチャの一つでもある。

## TMXを採用しているソフトウェア
- OmegaT
- CSVConverter（英語版） (Maxprograms社[4]) - CSV ファイルから TMX 形式に変換する
- bitext2tmx（英語版）[5] - bitext から TMX 形式に変換する
- Olifant（英語版）[6] - TMX 形式のファイルを生成、維持するためのオープンソースの .NET アプリケーション
- Stingray Document Aligner（英語版） (Maxprograms社[7]) - 様々な形式のファイルから TMX 形式のファイルを生成する Java で書かれた商用ソフトウェア (マルチプラットフォーム)
- po2tmx [8] - Translate Toolkit に含まれる gettext の PO ファイルを TMX 形式に変換するプログラム
- SDL / TRADOS - TMX 形式を出力できる翻訳メモリサーバー
- MemoQ（英語版） (Kilgray社[9]) - TMX ファイルの読み込み、書き出しができる翻訳支援ソフトウェア
- Apertium - 機械翻訳プラットフォーム。TMXファイルに一致する部分があればそちらを採用する。
- Open Language Tools（英語版） - TMX ファイルの読み込み、書き出しができる翻訳支援ソフトウェア
- みんなの自動翻訳（Webサービス） - 対訳集（要会員登録）に対訳を登録する際、TMX形式（又はCSV形式）が受け付けられる。